# Aya Sameshima
Aya Sameshima, född 16 juni 1987 i Utsunomiya, Tochigi, är en japansk fotbollsspelare som tog OS-silver i damfotbollsturneringen vid de olympiska fotbollsturneringarna 2012 i London. 